# Deianira damazioi
Deianira damazioi là một loài thực vật có hoa trong họ Long đởm. Loài này được E.F.Guiml. mô tả khoa học đầu tiên năm 1977.